# José Eduardo (ator)
José Eduardo Nunes dos Santos mais conhecido como José Eduardo (n. 4 de Agosto de 1945) é um actor português.

## Televisão
- Uma Cidade como a Nossa RTP 1981
- Vila Faia RTP 1982 'Dr. Fernando Ramos'
- A Mala de Cartão RTP 1988 'Alberto'
- Rosa Negra RTP 1992 'João'
- Cinzas (telenovela) RTP 1992/1993 'psicólogo'
- A Viúva do Enforcado SIC 1993
- A Banqueira do Povo RTP 1993 'Maia (Inspector)'
- Nico D'Obra RTP 1994
- Na Paz dos Anjos RTP 1994 'Diamantino Pinheiro'
- Adão e Eva SIC 1995 'Obstetra'
- Desencontros RTP 1995 'José Martins (Inspector)'
- Camilo & Filho Lda. SIC 1996 'Arruda'
- Primeiro Amor RTP 1996 'Manilha'
- As Aventuras do Camilo SIC 1997
- Filhos do Vento RTP 1997 'Horácio Abrantes'
- Camilo na Prisão SIC 1998
- Ballet Rose RTP 1998 'Carlos Coimbra'
- Diário de Maria RTP 1998 'Manuel Ramos'
- Major Alvega RTP 1999
- O Fura-Vidas SIC 1999
- Jornalistas SIC 1999 'Alfredo'
- Médico de Família (série) SIC 2000 'Anselmo'
- A Loja do Camilo SIC 2000
- A Raia dos Medos RTP 2000
- Almeida Garrett RTP 2000
- Segredo de Justiça RTP 2001
- Jardins Proibidos TVI 2001 'Pedro Alves'
- A Minha Família É Uma Animação SIC 2001
- O Espírito da Lei SIC 2001 'Marques da Cunha'
- Filha do Mar TVI 2001/2002 'José (Zé do Coice)'
- Camilo, o Pendura RTP 2002
- Jóia de África TVI 2002 'Eliseu Figueiredo'
- Tudo por Amor TVI 2002/2003 'padre Adriano'
- O Teu Olhar TVI 2003 'Vítor Fonseca'
- Inspector Max TVI 2004
- João Semana RTP 2005 'regedor'
- Pedro e Inês RTP 2005 'Álvaro Pais'
- Dei-te Quase Tudo TVI 2005/2006 'Alfredo'
- Quando os Lobos Uivam RTP 2006 'Dr. Rigoberto'
- Camilo em Sarilhos SIC 2006 'Almeida Mendes'
- Aqui não há quem viva SIC 2006 'exorcista'
- Paixões Proibidas RTP 2006
- Doce Fugitiva TVI 2006/2007 'Eduardo Carrilho'
- Nome de Código: Sintra RTP 2007 'Dr. Álvaro Dâmaso'
- Call Girl SIC 2007 'Gomes'
- Fascínios TVI 2007/2008 'Alfredo Miranda'
- O Dia do Regicídio RTP 2008
- Casos da Vida TVI 2008
- Conta-me como Foi RTP 2009
- Conexão TVG e RTP1 2009
- Deixa Que Te Leve TVI 2009/2010 'João Antunes'
- Camilo - o Presidente SIC 2010
- Regresso a Sizalinda RTP 2010 'Ribeiro (Inspector)'
- Pai à Força RTP 2010 'Mário'
- Liberdade 21 RTP 2011
- Maternidade RTP 2011
- A Sagrada Família RTP 2011
- Velhos Amigos RTP 2011 'Alfredo'
- Remédio Santo TVI 2011/2012 'José Tavares (Latinhas)'
- Jorge RTP 2012 'Alfredo'
- Crónica de Uma Revolução Anunciada RTP 2012 'Raul'
- Os Compadres RTP1 2013 'médico'
- Família Açoreana RTP1 2013
- O Bairro TVI 2014
- Bem-Vindos a Beirais RTP1 2015 'Senhor Pingado'
- Jardins Proibidos (2014) TVI 2015
- Mulheres TVI 2015 'Joaquim Santos'
- Os Boys RTP1 2016/17 'Mendes'
- Excursões Air Lino RTP1 2018 'Liberto Pacheco'
- 3 Mulheres RTP1 2018 'Dr. Fausto'
- A Serra SIC 2021 ' Augusto Pereira Espinho'

## Teatro
- Mandrágora
- Do Teatro ao Cais do Sodré
- Conde Barão
- Tambores na Noite
- Woyzek
- Capitão Shell capitão Esso
- Ninguém, de Frei Luís de Sousa
- Os Carabineiros
- A Gaivota
- O Rufia na Escada
- Comédia de Horrores
- A Hora do Lobo
- Herdeiro da Aldeia
- Filoctetes
- A Floresta
- Os Cavaleiros da Távola Redonda
- A Estalajadeira
- Sonho de Uma Noite de Verão
- Valentão do Mundo Ocidental
- Morte de Um Caixeiro Viajante
- Razões do Coração, de Gil Vicente
- Fernando Krap Escreveu-me Esta Carta
- Cenas de Uma Tarde de Verão
- Partitura Inacabada, de Tchecov
- D. Perlimpimpim com Belisa em seu Jardim
- Jantar de Idiotas
- Sexo

## Cinema
- Príncipe com Orelhas de Burro (1980)
- Kilas, o Mau da Fita (1980)
- A Vida É Bela?! (1982)
- Terra Nova, Mar Velho (1983)
- Os Abismos da Meia-Noite (1984)
- Só Acontece aos Outros (1985)
- O Bobo (1987)
- Os Emissários de Khalom (1988)
- O Sangue (1989)
- Solo de Violino (1990)
- Sem Saída (1990), curta-metragem
- O Rapaz do Tambor (1990), curta-metragem
- O Fosso e o Pêndulo (1990), curta-metragem
- A Maldição de Marialva (1991)
- Rosa Negra (1992)
- Terra Fria (1992)
- Xavier (1992)
- Ao Sul (1995)
- Adão e Eva (1995)
- Eléctricos (1995), curta-metragem
- Os Olhos da Ásia (1996)
- Cinco Dias, Cinco Noites (1996)
- A Sombra dos Abutres (1997)
- Porto Santo (1997)
- O Testamento do Senhor Napumoceno (1997)
- Tentação (1997)
- A Tempestade da Terra (1997)
- Azert (1998), curta-metragem
- Tráfico (1998)
- Capitães de Abril (2000)
- Cavaleiros de Água Doce (2001)
- Desmundo (2002)
- O Fascínio (2003)
- Portugal S.A. (2004)
- Diário de Um Novo Mundo (2005)
- O Fatalista (2005)
- Maldoror (2006), curta-metragem
- Entre Linhas (2006), curta-metragem
- Lavado em Lágrimas (2006)
- A Ilha dos Escravos (2008)
- Atrás das Nuvens (2007)
- Dot.com (2007)
- Retrato de Família (2007), curta-metragem
- Julgamento (2007)
- Call Girl (2007)
- Corrupção (2007)
- Do Outro Lado do Mundo (2008)
- A Ilha dos Escravos (2008)
- A Escolha (2008), curta-metragem
- Sr. Artur (2009), curta-metragem
- A Morte de Tchaikovsky (2009), curta-metragem
- A Máquina Voadora (2010), curta-metragem
- Filme do Desassossego (2010)
- Cabidela de Galinha (2011), curta-metragem
- A Viagem (2011), curta-metragem
- A Teia de Gelo (2012)
- Azul Celeste (2012), curta-metragem
- As Ondas de Abril (2013)
- Pecado Fatal (2013)
- Do Outro Lado da Rua (2014), curta-metragem
- I Welcome You to This House (2014), curta-metragem
- Eclipse em Portugal (2014)
- Os Maias: Cenas da Vida Romântica (2014)
- Francisco, O Papa do Povo (2015)
- A Ilha dos Cães (2017)
- Ruth (2018)
- Bem Bom (2020)